# スケッチスイッチ
「スケッチスイッチ」は、2007年1月24日にLantisから発売されたシングル。

## 解説
表題曲『スケッチスイッチ』は、テレビアニメ『ひだまりスケッチ』オープニングテーマとして使用されており、同アニメでゆの、宮子、沙英、ヒロを演じている阿澄佳奈、水橋かおり、新谷良子、後藤邑子が歌っている。ジャケットイラストは原作者蒼樹うめによるもので、ゆの、宮子、沙英、ヒロの4人がゆのの似顔絵を描いている様子が描かれている。
第2期の『ひだまりスケッチ×365』以降の主題歌はキャラクター名義のため、同シリーズ唯一の声優名義楽曲である。また、4人の順番も他の曲とは異なる。
カップリング『おんなのこパズル』は、『ひだまりラジオ』のオープニングテーマとして使用された、ゆの（CV.阿澄佳奈）のソロ曲である。『ひだまりラジオ×365』第1回では校長先生（CV.チョー）が『おとこのこパズル』（ひだまりラジオ×365 〜いぇすっ! アスミス!!〜に収録）としてカバーした。

## 収録曲
（全作詞:秋乃零斗）
1. スケッチスイッチ [4:47] 
作曲:前澤寛之、編曲:安藤高弘
  - テレビアニメ『ひだまりスケッチ』オープニングテーマ
2. おんなのこパズル [3:47] 
作曲:田代智一、編曲:中西亮輔
3. スケッチスイッチ （off vocal）
4. おんなのこパズル （off vocal）